# Myopiarolis apheles
Myopiarolis apheles là một loài chân đều trong họ Serolidae. Loài này được Schotte miêu tả khoa học năm 1992.